# Pouzolzia herpetophyton
Pouzolzia herpetophyton är en nässelväxtart som beskrevs av Ib Friis och Wilmot-dear. Pouzolzia herpetophyton ingår i släktet Pouzolzia och familjen nässelväxter. Inga underarter finns listade i Catalogue of Life.